# Talentos 10 Futebol Clube
O Talentos 10 Atlético Clube é um clube brasileiro de futebol da cidade de Bauru, e filiado em Bauru, cidade no estado de São Paulo. Fundado em 1º de maio de 1997, suas cores são amarelo, verde, azul e branco.

## História
O Talentos 10 foi fundado em 1º de maio de 1997, com protejo social chamado Talentos 10 Futebol Clube.  Em 2016 participou da Liga Paulista, marcando sua estreia em competições profissionais.
Em 2018, o clube fez sua estreia em competições da FPF, disputando a Segunda Divisão do Campeonato Paulista.

## Curiosidades
- O presidente do clube é Giovanni Santos, goleiro que atuou no Atlético Mineiro de 2011 a 2018.

## Estatísticas

### Participações
| Aumento | Promovido à divisão superior  |
| Baixa   | Rebaixado à divisão inferior  |
| Inativo | Licenciamento no ano seguinte |

| Competição | Competição      | Temporadas | Melhor campanha    | Anos      | A | R |
| São Paulo  | Segunda Divisão | 1          | 9º colocado (2018) | 2018      | – |   |
| São Paulo  | Taça Paulista   | 2          | 3º colocado (2017) | 2016-2017 |   |   |

### Temporadas
Legenda:
| Campeão Vice-campeão Eliminado nas semifinais | Classificado à fase de grupos da Copa Libertadores Classificado à fase preliminar da Copa Libertadores Classificado à Copa Sul-Americana | Campeão do Campeonato do Interior Rebaixado à divisão inferior Campeão e promovido à divisão superior Vice-campeão e/ou promovido à divisão superior |

## Categorias de base

### Sub-15 (juniores)

#### Estatísticas
Participações
|  | Participações em 2018 |

| Competição | Competição                 | Temporadas | Melhor campanha     | Anos | A | R |
| São Paulo  | Campeonato Paulista Sub-15 | 1          | 62º colocado (2018) | 2018 |   |   |

### Sub-17 (juniores)

#### Estatísticas
Participações
|  | Participações em 2018 |

| Competição | Competição                 | Temporadas | Melhor campanha     | Anos | A | R |
| São Paulo  | Campeonato Paulista Sub-17 | 1          | 42º colocado (2018) | 2018 |   |   |

## Símbolos

### Escudo
| Evolução do Escudo do Talentos 10 Futebol Clube | Evolução do Escudo do Talentos 10 Futebol Clube | Evolução do Escudo do Talentos 10 Futebol Clube | Evolução do Escudo do Talentos 10 Futebol Clube | Evolução do Escudo do Talentos 10 Futebol Clube | Evolução do Escudo do Talentos 10 Futebol Clube | Evolução do Escudo do Talentos 10 Futebol Clube | Evolução do Escudo do Talentos 10 Futebol Clube |
| 2016                                            | Atual                                           |                                                 |                                                 |                                                 |                                                 |                                                 |                                                 |
| ----------------------------------------------- | ----------------------------------------------- | ----------------------------------------------- | ----------------------------------------------- | ----------------------------------------------- | ----------------------------------------------- | ----------------------------------------------- | ----------------------------------------------- |